# Crataegus calpodendron
Crataegus calpodendron là loài thực vật có hoa trong họ Hoa hồng. Loài này được (Ehrh.) Medik. mô tả khoa học đầu tiên năm 1793.

## Hình ảnh

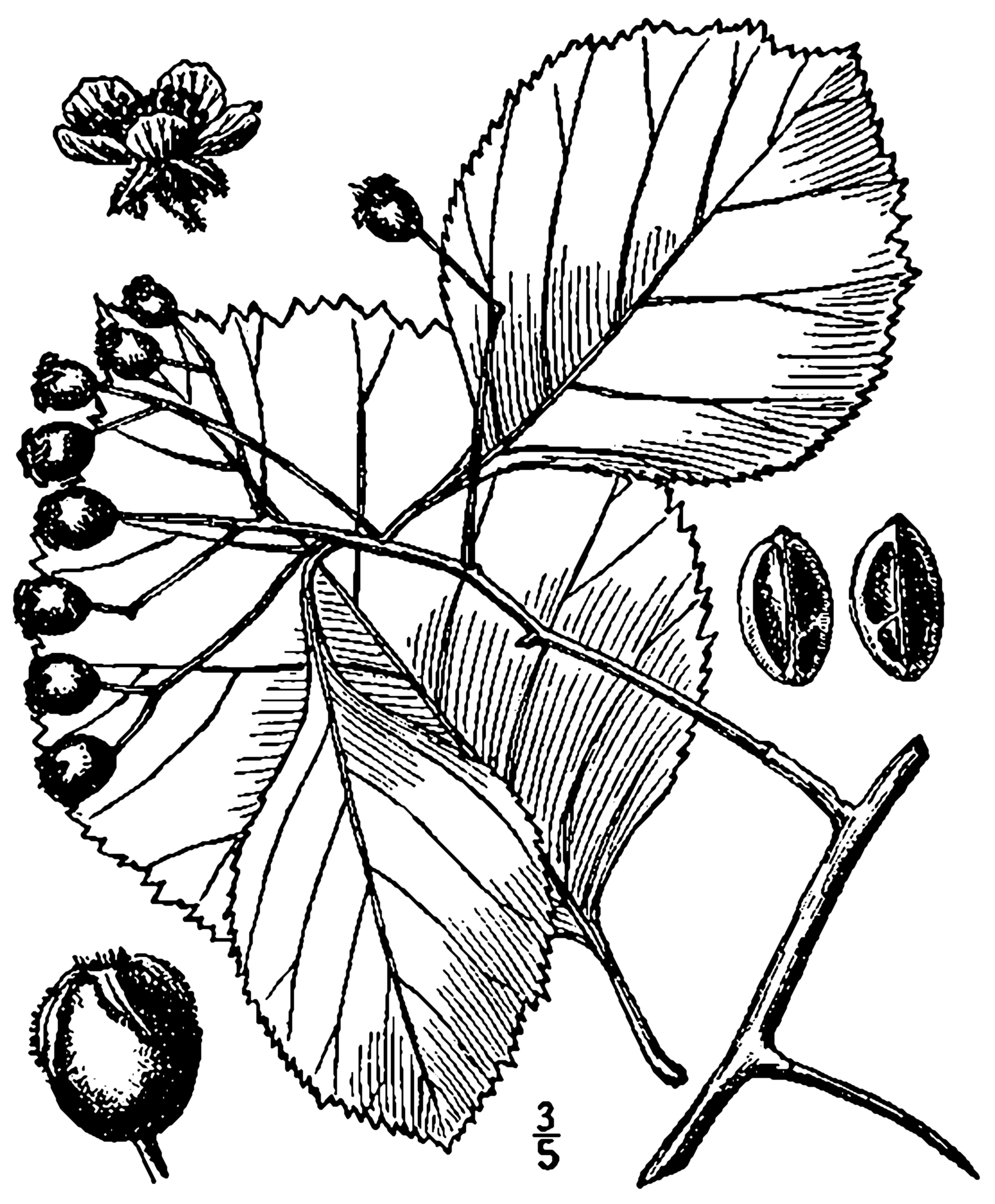